# Brújula de mano

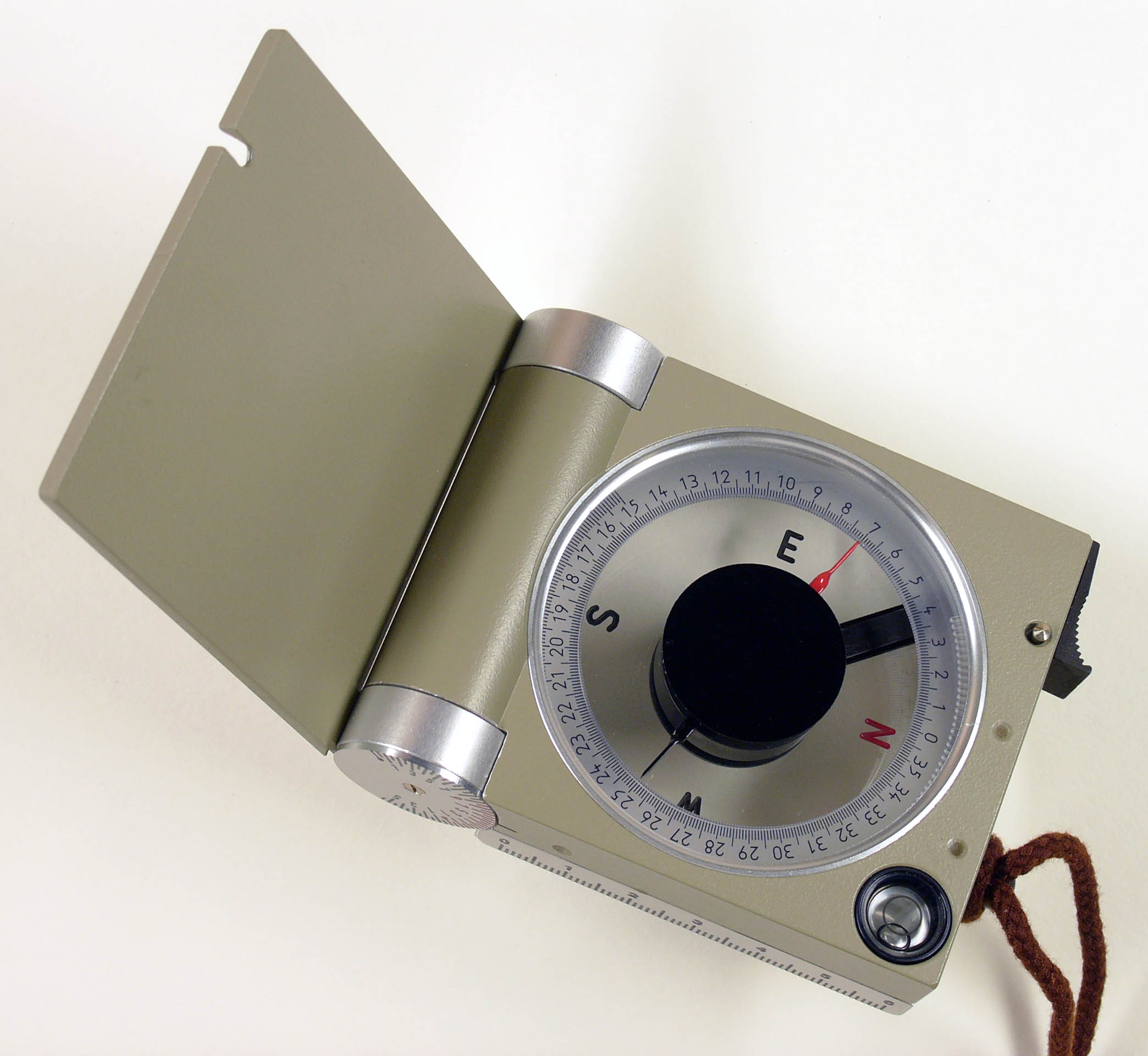
Brújula utilizada en ingeniería geológica

Una brújula de mano es una brújula magnética compacta capaz de ser utilizada con una sola mano y equipada con un dispositivo que permite registrar con precisión un rumbo o azimut hacia un objetivo determinado o para poder determinar una ubicación. Las brújulas de mano o de azimut incluyen dispositivos de alineación sencillos como las "miras de arma", miras prismáticas, miras directas y miras espejo (de imagen reflejada). Con la precisión adicional que ofrece el dispositivo de alineación, y dependiendo de la construcción, las brújulas de mano con mira proporcionan una mayor precisión a la hora de medir marcaciones precisas hacia un objetivo. 
El término brújula de mano es utilizado por algunos en las profesiones forestales y topográficas para referirse a un determinado tipo de brújula de mano optimizada para su uso en estos campos, también conocida como brújula forestal. Una brújula de mano también puede incluir las diversas versiones de mano o de "bolsillo" del tipo Brunton Transit de agrimensor o de geólogo.

## Historia y uso

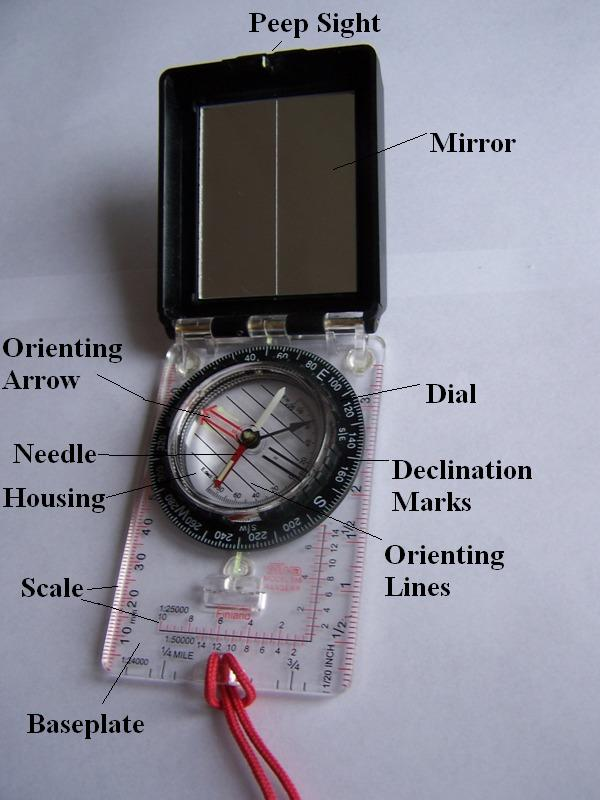
Partes de una brújula de mano

Mientras que las pequeñas brújulas portátiles equipadas con dispositivos de alineación mecánicos existen desde hace varios cientos de años, la primera brújula de mano con un dispositivo de alineación apareció alrededor de 1885. Estos pronto evolucionaron hacia modelos más elaborados y especializados como la Brunton Pocket Transit patentada en 1894. Las brújulas de mano pronto se utilizaron ampliamente en la práctica forestal, geología, arqueología, espeleología, cartografía preliminar y topografía.

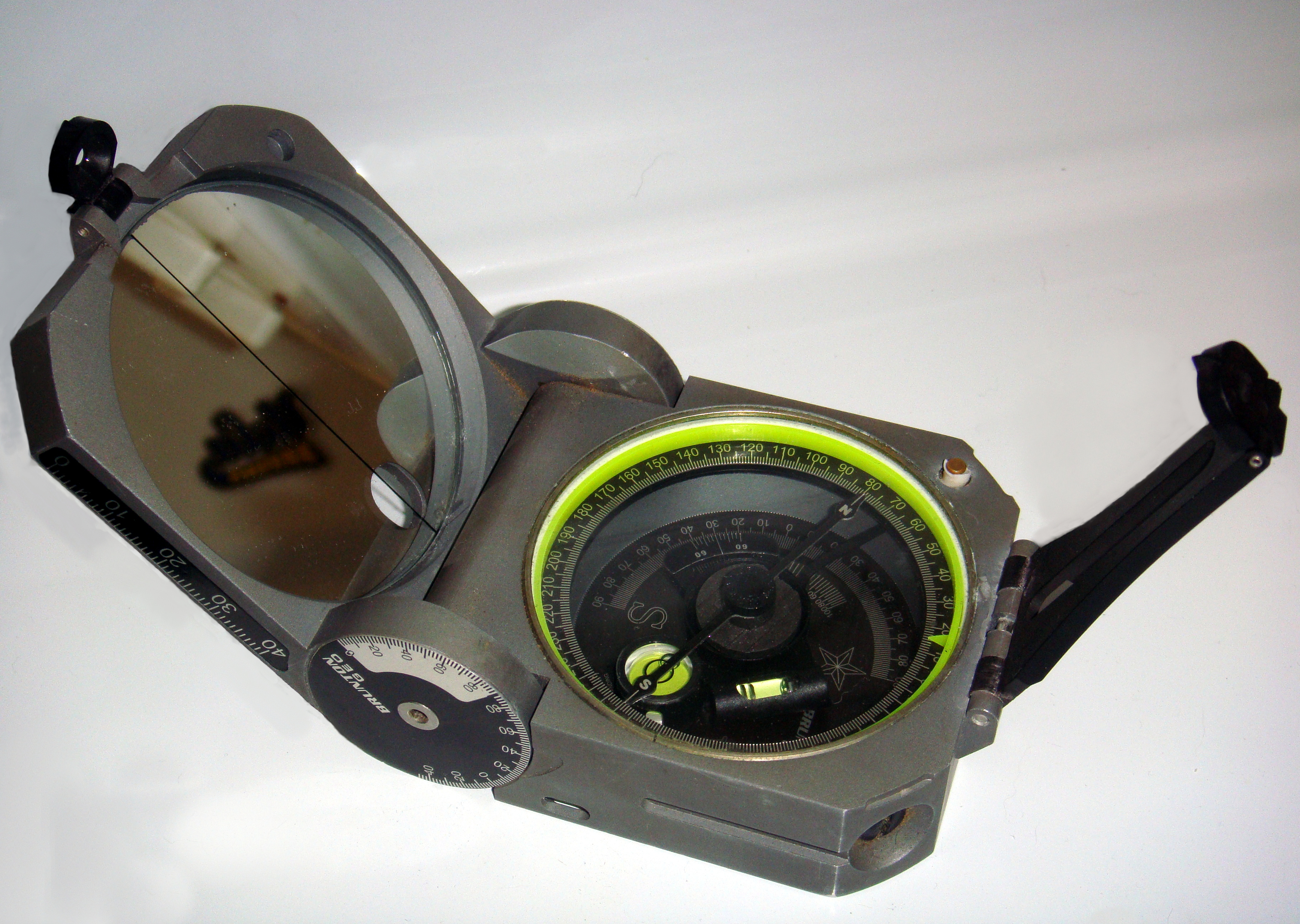
Un Brunton Geo estándar, utilizado habitualmente por los geólogos

En Estados Unidos, la brújula de mano se hizo muy popular entre los profesionales forestales que buscaban una brújula para trazar y amar las localizaciones de la buena madera. Aunque la brújula Pocket Transit era más que adecuada para este trabajo, era relativamente cara. Por este motivo, se introdujo un nuevo tipo de brújula de mano: la brújula forestal o crucero. Tradicionalmente, las brújulas de crucero contaban con una muesca de alineación, una aguja amortiguada mecánicamente o "seca", una declinación ajustable y una esfera grande marcada en grados individuales mediante una calibración en sentido contrario a las agujas del reloj (posiciones invertidas este y oeste). A menudo también se instalaba una base para un trípode o monopodio.
A finales de la década de 1960, muchos profesionales forestales habían empezado a utilizar los diseños más modernos de brújulas amortiguadas por líquidos, incluyendo modelos de transportadores con espejos como Silva Type 15 Ranger o Suunto MC-1 (más tarde, el MC- 2 ). Estas brújulas eran rápidas de utilizar, especialmente a lo largo de líneas rectas de crucero y eran suficientemente precisas para la mayoría de aplicaciones profesionales forestales. Por otro lado, los geólogos, espeleólogos, arqueólogos, ornitólogos y profesionales forestales que se dedicaban a trabajos de prospección de precisión a menudo utilizaban modelos de lectura directa como el Suunto KB-14, brújulas prismáticas como el Suunto KB-77 o el tradicional Brunton Pocket Transit. Muchos modelos presentaban una escalera de cuadrante opcional (0-90-0 grados) en lugar de un sistema azimutal (0-360 grados).
Mediante el uso de una brújula de mano en combinación con fotografías aéreas y mapas, una persona puede determinar su ubicación en el campo, determinar la dirección hacia puntos de referencia o destinos, estimar la distancia, estimar el área y encontrar puntos de interés (líneas de límite marcadas, marcador USGS, centros de parcelas). Para aumentar la precisión, muchas brújulas de mano profesionales siguen equipadas con soportes de trípode. Aunque la brújula de mano sigue empleándose ampliamente en este tipo de trabajo, se ha suplantado cada vez más en los últimos años por el uso del GPS o receptor del sistema de posicionamiento global.

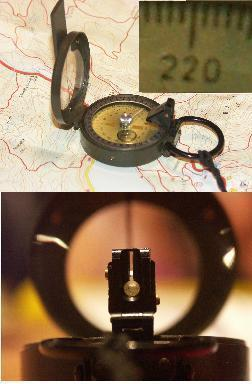
Brújula de tarjeta flotante con mira prismática (marca 220° en el visor)

### Brújula de mano náutica
La brújula de mano náutica, ha sido utilizada por embarcaciones pequeñas por parte de los marineros de costa desde la década de 1920, como mínimo, para mantener el rumbo o para registrar rumbos precisos en puntos de referencia de la costa y poder determinar la posición mediante la técnica de resección.
En lugar de una aguja o un disco magnetizado, muchas de las brújulas de mano llevan una amortiguación líquida con un diseño de tarjeta flotante (una esfera graduada magnetizada que flota sobre un pivote con cojinete de rubí).
Equipada con un visor de prisma, la brújula de mano permite la lectura instantánea de las marcaciones hacia delante del usuario en un objeto o barco, y algunas también proporcionan la marcación recíproca. Entre los ejemplos modernos de brújulas de mano náuticas se pueden encontrar el Suunto KB-14 y KB-77, y el Plastimo Iris 50.
Estas brújulas suelen tener los diales graduados iluminados por batería o fotoluminiscentes para utilizarlos con poca luz u oscuridad.